# Eisenhüttenstädter FC Stahl
Eisenhüttenstädter FC Stahl was een voetbalclub uit de Duitse stad Eisenhüttenstadt in de deelstaat Brandenburg. De club werkte haar thuiswedstrijden af in het stadion Sportanlage der Hüttenwerker, dat aan ongeveer 10.000 toeschouwers plaats biedt. De club ging in 2016 op in FC Eisenhüttenstadt.

## Geschiedenis
De vereniging werd op 27 november 1950 als BSG Stahl Fürstenberg opgericht. Van 1953 tot 1960 was de club BSG Stahl Stalinstadt genaamd en van 1961 tot 1990 BSG Stahl Eisenhüttenstadt. Op 19 mei 1990 werd de vereniging heropgericht onder de naam Eisenhüttenstadter FC Stahl.
In het seizoen 1969/1970 promoveerde de club naar de DDR-Oberliga, het hoogste niveau van het voormalige Oost-Duitsland. Na amper 1 seizoen degradeerde de club weer. Het duurde tot 1989 alvorens wederom promotie naar de hoogste divisie kon worden afgedwongen. Klassebehoud kon ditmaal wel worden bewerkstelligd. Het waren inmiddels de laatste dagen van de DDR en na de Duitse Hereniging moesten de clubs uit Oost-Duitsland ingedeeld worden in de nieuwe, verenigde competitie opzet. EFC Stahl moest een beslissingswedstrijd spelen tegen Lokomotive Leipzig voor een plaats in de 2. Bundesliga. Deze ging helaas voor de club verloren.
Het grootste succes uit de geschiedenis van de vereniging was de finaleplaats om de FDGB-Pokal (het bekertoernooi van Oost-Duitsland) in 1991, die met 0-1 verloren werd van Hansa Rostock, de laatste kampioen van de DDR. Aangezien Hansa Rostock kampioen was geworden, mocht Stahl Eisenhüttenstadt zowaar in de Europa Cup voor bekerwinnaars aantreden in het seizoen 1991/1992. Na twee nederlagen in de eerste ronde (1-2 en 0-3) moest men duidelijk de meerdere erkennen tegen het Turkse Galatasaray. Ook mocht de club deelnemen aan de Duitse supercup waarin in de halve finale DFB-Pokalwinnaar Werder Bremen met 1-0 te sterk was.
In de periode 1994 tot 1999 speelde EFC in de Regionalliga Nordost, maar kon zich in het laatste jaar niet kwalificeren voor de nieuwe opzet van de Regionalliga, die naar twee regionale divisies (Noord en Zuid) werd teruggebracht. In de jaren 1992, 1993 en 2002 won de vereniging de beker van de deelstaat Brandenburg en kwam het tot in totaal 5 wedstrijden in het hoofdtoernooi van de DFB-Pokal.
In september 2004 kwam de vereniging in financiële moeilijkheden en werd het eerste elftal teruggetrokken uit de Oberliga. In 2013 degradeerde de club uit de Verbandsliga Brandenburg. In het seizoen 2013/2014 werd de club direct kampioen van de Landesliga en promoveerde zo terug naar de Brandenburg-Liga. Op 29 juni 2016 besloten de leden de vereniging op te heffen. In Eisenhüttenstäd werd één grote vereniging opgericht uit EFC, de voetbalafdeling van SG Aufbau Eisenhüttenstadt, 1.FC Fürstenberg en de ondersteuning van de jeugdopleiding van Eisenhüttenstadt die ging spelen onder de naam FC Eisenhüttenstadt.

## Stahl in de DDR tijd
| Competities 1952 tot 1991 | Competities 1952 tot 1991 | Competities 1952 tot 1991 |
| ------------------------- | ------------------------- | ------------------------- |
| 1952–1954                 | Bezirksliga Frankfurt/O.  | 3e niveau                 |
| 1954/55                   | DDR-Liga                  | 2e niveau                 |
| 1956                      | II. DDR-Liga              | 3e niveau                 |
| 1957                      | I. DDR-Liga               | 2e niveau                 |
| 1959–1960                 | II DDR-Liga               | 3e niveau                 |
| 1961–1969                 | I. DDR-Liga               | 2e niveau                 |
| 1969/70                   | Oberliga                  | 1e niveau                 |
| 1970/71                   | Bezirksliga Frankfurt/O.  | teruggezet naar 3e niveau |
| 1972–1989                 | DDR-Liga                  | 2e niveau                 |
| 1989–1991                 | Oberliga                  | 1e niveau                 |

## Stahl na de hereniging
| Competities vanaf 1991 | Competities vanaf 1991 | Competities vanaf 1991                            |
| ---------------------- | ---------------------- | ------------------------------------------------- |
| 1991–1994              | Oberliga Nordost       | 3e niveau                                         |
| 1994–2000              | Regionalliga Nordost   | 3e niveau                                         |
| 2000–2005              | Oberliga Nordost       | 4e niveau. Na financiële problemen teruggetrokken |
| 2005–2007              | Brandenburgliga        | 5e niveau                                         |
| 2007/08                | Landesliga Brandenburg | 6e niveau                                         |
| 2008-2013              | Brandenburgliga        | 6e niveau                                         |
| 2013/14                | Landesliga             | 7e niveau                                         |
| 2014-2016              | Brandenburgliga        | 6e niveau                                         |

## Stahl in Europa
#R = #ronde, T/U = Thuis/Uit, W = Wedstrijd, PUC = punten UEFA coëfficiënten .
Uitslagen vanuit gezichtspunt Eisenhüttenstädter FC Stahl
| Seizoen | Competitie   | Ronde | Land             | Club           | Totaalscore | 1e W    | 2e W    | PUC |
| ------- | ------------ | ----- | ---------------- | -------------- | ----------- | ------- | ------- | --- |
| 1991/92 | Europacup II | 1R    | Vlag van Turkije | Galatasaray SK | 1-5         | 1-2 (T) | 0-3 (U) | 0.0 |

Zie ook Deelnemers UEFA-toernooien Oost-Duitsland

## Bekende (oud-)spelers
- Bodo Rudwaleit